# Валанасская икона Божией Матери
Валанасская икона Божией Матери (греч. Παναϒία τοῦ Βαλανά) — икона Богородицы кипрского происхождения, почитаемая в Православной церкви как чудотворная. Икона находится в церкви Богородицы Хрисоланитиссы (деревня Лания, Кипр). Празднование иконе совершается: в день Успения Пресвятой Богородицы 15 (28) августа и в понедельник Светлой седмицы (день её обретения).
Название икона получила от византийской крепости Валанас, из которой она происходит. В 1780 году в руинах крепости был найден клад, состоящий из иконы Богородицы, двух дискосов и драгоценных церковных облачений. Возраст клада был определён по датировке одного из дискосов, сделанного в Германии в XVI веке. Возможно, ценности были спрятаны в 1571 году во время захвата острова турками.
Икона намного древнее остальных предметов клада. Она относится к иконописному типу Одигитрия. Стиль её живописи относят к последней четверти XII века. В XV—XVI веках икона подновлялась новой живописью (одеяние Богомладенца, узор мафория Богородицы). В 1992—1993 годах была выполнена реставрация иконы.
По традиции в понедельник по Пасхе икону крестным ходом относят на место её обретения, где совершают литургию на специально возведённом для этого каменном престоле. В 1959 году над ним возвели часовню, а в 1987 году рядом с ней был обнаружен фундамент разрушенной церкви. Предполагают, что в этом месте до турецкого завоевания находился монастырь, которому принадлежала икона.